# Дельта Весов
Дельта Весов (δ Lib) — кратная система в созвездии Весов. Имеет историческое название Зубен Эльакриби.
Зубен Эльакриби — затменная переменная типа Алголя. Согласно каталогу затменных звёзд первичный компонент — горячая белая звезда спектрального класса A0, а вторичный — оранжевый субгигант. Центры звёзд разделяет среднее расстояние в 8,6 млн км, а период обращения составляет 2,33 суток.
В 2001 году появились свидетельства, что в системе существует третий долгопериодический компаньон, примерно солнечной массы и спектрального класса G9 с периодом обращения 2,762 года. В 2006 году было подтверждено существование компонента на расстоянии приблизительно 4 а. е..